# Nowy Obywatel
Nowy Obywatel – ogólnopolski kwartalnik o tematyce społeczno-politycznej, wydawany przez Stowarzyszenie „Obywatele Obywatelom” od 2011 r., będący kontynuatorem dziesięcioletniej tradycji Magazynu „Obywatel”. Redaktorem naczelnym czasopisma jest Remigiusz Okraska. Podtytuł gazety brzmi: pismo na rzecz sprawiedliwości społecznej.
Bezpośrednio powiązane z pismem są seria książkowa „Biblioteka Obywatela”, portal nowyobywatel.pl, audycja radiowa „Głos Obywatela” w Radiu WNET (obecnie zawieszona) oraz ogólnopolska, cykliczna impreza Festiwal Obywatela.

## Formuła pisma
Czasopismo publikuje teksty o charakterze raportowym, analitycznym, publicystycznym, reportażowym oraz biograficznym. Zarówno dobór tematów, jak i sposób ich ujęcia jest ściśle powiązany z manifestem programowym kwartalnika, zatytułowanym „Nasze zasady”.
Wyróżnikami kwartalnika są m.in. wkładka ekonomiczna pt. „Gospodarka Społeczna” (zawieszona) oraz działy „Z Polski rodem” oraz „Nasze Tradycje” (zawieszony z końcem 2012 r.), popularyzujące dorobek nietotalitarnych ruchów na rzecz egalitaryzmu (m.in. lewica demokratyczna, ruch spółdzielczy, katolicka nauka społeczna), inicjatyw społecznikowskich i niepodległościowych oraz prospołecznych polityk publicznych.

## Rada Honorowa
W skład Rady Honorowej kwartalnika wchodzą: dr hab. Ryszard Bugaj, Jadwiga Chmielowska, prof. Mieczysław Chorąży, Piotr Ciompa, prof. Leszek Gilejko (zm. 2013), Andrzej Gwiazda, dr Zbigniew Hałat (zm. 2022), Grzegorz Ilka, Bogusław Kaczmarek, Jan Koziar, Marek Kryda, Bernard Margueritte, Mariusz Muskat, dr hab. Włodzimierz Pańków, dr Adam Piechowski, Zofia Romaszewska, dr Zbigniew Romaszewski (zm. 2014), dr Adam Sandauer, dr hab. Paweł Soroka, prof. Jacek Tittenbrun, Krzysztof Wyszkowski, Marian Zagórny, Jerzy Zalewski, dr Andrzej Zybała i dr hab. Andrzej Zybertowicz.